# هانکا کوپفرناگل
هانکا کوپفرناگل (آلمانی: Hanka Kupfernagel؛ زادهٔ ۱۹ مارس ۱۹۷۴) دوچرخه‌سوار اهل آلمان است.
وی در مسابقات کشوری و بین‌المللی در مجموع برندهٔ ۵ مدال طلا، ۵ مدال نقره، ۳ مدال برنز شده‌است.